# Pyrrhogyra stratonicus
Pyrrhogyra stratonicus is een vlinder uit de familie Nymphalidae. De wetenschappelijke naam van de soort is voor het eerst geldig gepubliceerd in 1908 door Hans Fruhstorfer.